# Mirjana Sekulić
Mirjana Sekulić (in serbo Мирјана Секулић?; Podgorica, 7 settembre 1965) è un'ex cestista jugoslava.

## Carriera
Con la Jugoslavia ha disputato i Campionati europei del 1995.